# Matteo Rampollini

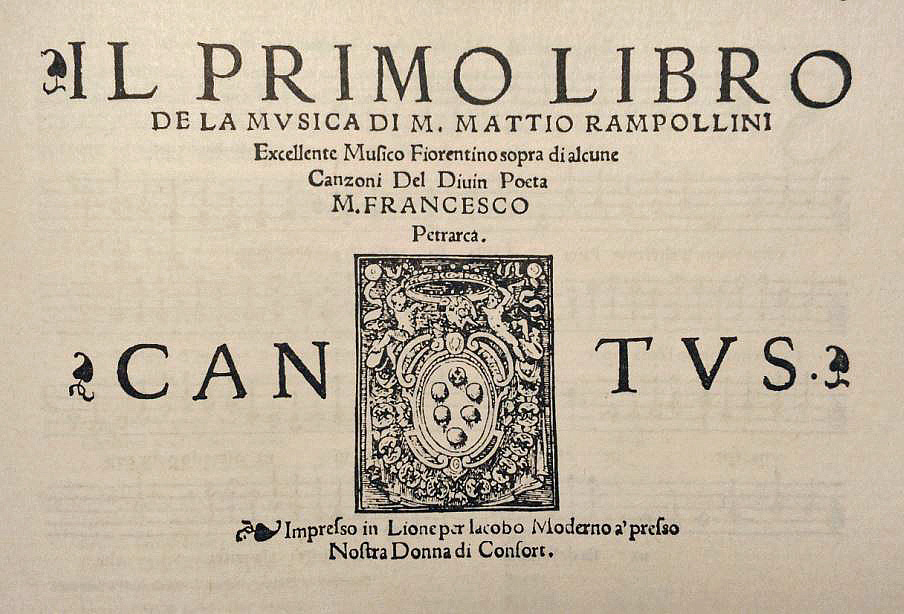
Das Primo libro de la musica di M. Rampollini (Lyon, ca. 1554).

Matteo Rampollini (auch Mattio Rampollini) (* 1497 in Florenz; † um 1553) war ein italienischer Komponist der Renaissance, der durch seine für die Medici komponierten Madrigale bekannt ist.

## Leben
Matteo Rampolini wurde 1497 vermutlich in Florenz als Sohn des Anwaltes Jacopo Rampolini geboren. Er hatte einen ebenfalls Jacopo genannten Bruder.
Details über seine Jugend und Ausbildung sind nicht bekannt. Ab 1515 befindet er sich als Sänger an der Kirche Basilica di San Lorenzo in Diensten der Familie Medici. Im Jahre 1520 wird er Nachfolger von Bernardo Pisano als Leiter des Knabenchores an der Kathedrale Santa Maria del Fiore de Florence und ist gemeinsam mit Philippe Verdelot auch im dortigen Baptisterium San Giovanni tätig. Während dieser Zeit war er eventuell auch Lehrmeister von Francesco Corteccia und vertritt bei verschiedenen Gelegenheiten andere Sänger der Kathedrale und des Baptisteriums.
Ab 1530 erhält Rampolini das Amt eines Kaplan an der Medici-Kapelle. Eventuell zeigten die Medici sich damit für Rampolinis Treue während ihrer Vertreibung aus Florenz erkenntlich. Dieses Amt hat Rampolini bis 1534 inne. Offenbar durfte er auch Musik für die Hochzeit von Cosimo I. de’ Medici und Eleonora von Toledo im Jahr 1539 komponieren, denn zwei seiner Madrigale (Lieta per honorarte und Ecco la fida) befinden sich in der von Antonio Gardano herausgegebenen Bankettmusik.
Offenbar blieb Rampolini sein ganzes Leben für die Medici tätig. Zwischen 1547 und 1552 lebte er anscheinend mit seinem Bruder Jacopo im Viertel Santa Croce. Zwei Söhne dieses Bruders sind um die Jahrhundertmitte ebenfalls in Florenz als Musiker tätig. Sein spätestes erhaltenes Werk, eine Sammlung von Liedern zu Texten von Francesco Petrarca, erscheint 1554 in Lyon.

## Werke
Viele von Rampollins Madrigalen sind heute verloren, insbesondere jene, die nicht zur Publikation, sondern zum direkten Gebrauch bei Festlichkeiten der Medici gedacht waren. Zu seinen Lebzeiten wurden zwei Madrigale in der erwähnten Hochzeitsmusik von 1539 publiziert. Seine einzige eigenständige Publikation bilden die Vertonungen der Gedichte von Petrarca (Il Primo libro de la musica di M. Mattio Rampollini… sopra di alcune canzoni del divin poeta M. Francesco Petrarca. Herausgegeben von Jacques Moderne, Lyon, ca. 1554).
Weitere vereinzelte Kompositionen finden sich in verschiedenen Sammlungen aus der zweiten Hälfte des 16. Jahrhunderts.

## Einspielungen
- Firenze 1539 : musiche fatte nelle nozze dello illustrissimo duca di Firenze il signor Cosimo de Medici... Centro di musica antica di Ginevra, Studio di musica rinascimentale di Palermo, Schola ‘Jacopo di Bologna’, Leitung Gabriel Garrido (1990). 1 CD Tactus, TC 530112001. Enthält zwei Madrigale von Pampolini
- Oh Flanders free : music of the Flemish Renaissance. Capilla Flamenca, Leitung Dirk Snellings (1996).1 CD Naxos 8554516. Enthält Rampolinis Madrigal Bacco, Bacco.
- Rampollini : due canzoni del Petrarca. Ensemble Poïésis, dir. Marion Fourquier (2005). 1 CD Zig-Zag Territores. Enthält die canzoni 37 (Si è debile il filo a cui s’attene) und 331 (Solea de la fontana di mia vita).